# Alta fantasia
L'alta fantasia (o high fantasy) és un subgènere de fantasia, definit per la seva ambientació en un món imaginari o per l'estatura èpica dels seus personatges, temes, i trama. El terme "High Fantasy" va ser inventat per Lloyd Alexander en un assaig del 1971, High Fantasy and Heroic Romance.

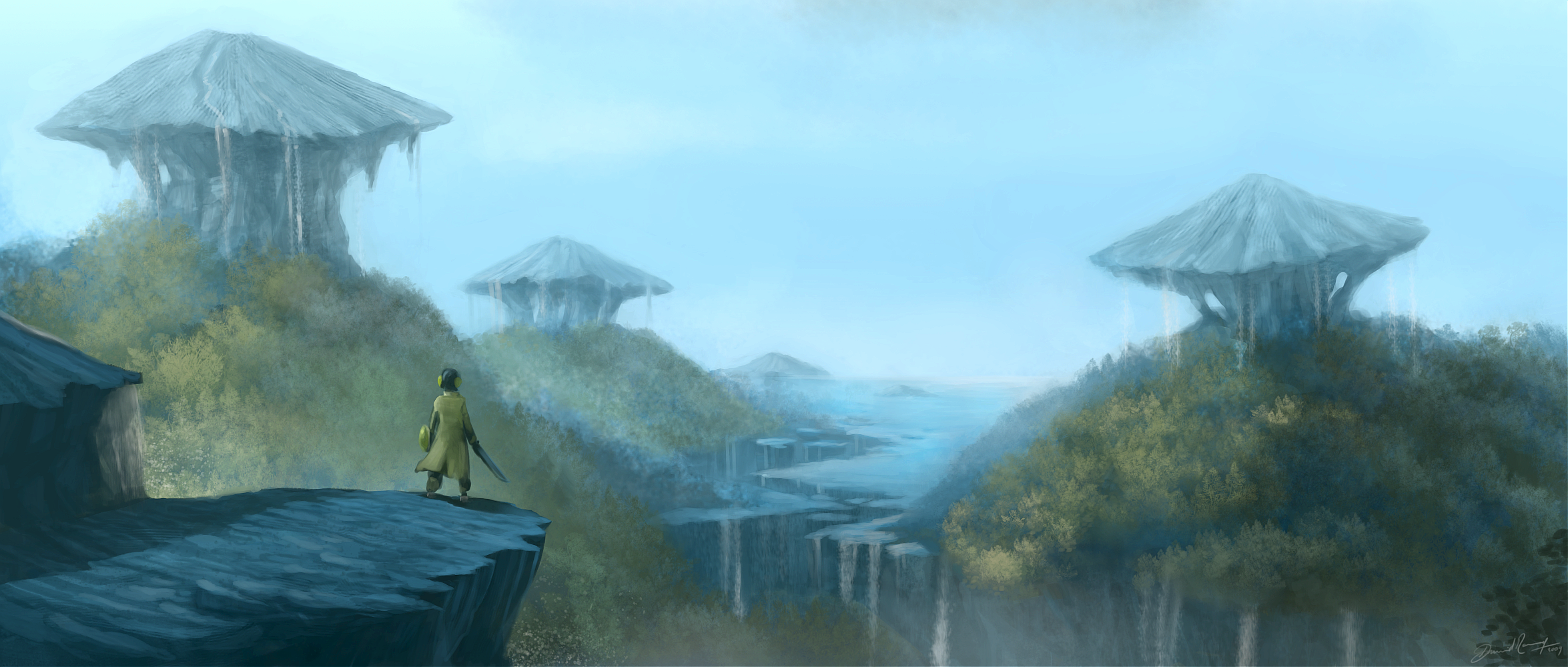
Ambientació fantàstica

## Visió general del Gènere
L'alta fantasia és definida com a fantasia situada en un món alternatiu de ficció ("secundari"), enlloc del món "real" o "primari". El món secundari és normalment internament consistent, però les seves regles difereixen de les del món primari. En contrast, la low fantasy és caracteritzada per estar situada en el món primari o "real", o un món racional i familiar, amb la inclusió d'elements màgics.
Les novel·les de William Morris, com The Well at the World's End, situades en un món medieval imaginari, de vegades són considerats com els primers exemples d'alta fantasia. Les obres de J. R. R. Tolkien —especialment El Senyor dels Anells— són considerades com les obres arquetípiques d'alta fantasia. The Chronicles of Thomas Covenant de Stephen R. Donaldson és un altre exemple de sèrie d'alta fantasia.

### Escenari
Aquestes històries són sovint en to seriós i èpiques en el seu abast, que tracten de temes de gran lluita contra les forces sobrenaturals del mal. Algunes característiques típiques de l'alta fantasia són elements fantàstics com elfs, fades, nans, ogres, follets, gegants, dracs, dimonis, màgia o bruixeria, bruixots o mags, llengües construïdes, recerques, temàtiques coming-of-age, i narratives de diversos volums.
En algunes ficcions, es col·loca un personatge contemporani del "món real" en el món inventat, de vegades a través de dispositius com portals a altres mons o fins i tot viatges subconscients.
Els mons d'alta fantasia poden ser basats de manera més o menys aproximada a ambients del món real, o en llegendes com el cicle artúric. Quan la semblança és forta, particularment quan la història mundial real és utilitzada, l'alta fantasia canvia a Ucronia.
El  del gènere de l'alta fantasia va de Tolkien al contemporani. Versions a la pantalla gran de El Senyor dels Anells i El Hobbit de Tolkien, així com El lleó, la bruixa i l'armari, El príncep Caspian i La travessia del Navegant de l'Alba de Lewis, han contribuït a la continua popularitat del gènere.

### Personatges
Moltes històries d'alta fantasia són explicades del punt de vista d'un heroi principal. Sovint, molta part de la trama gira al voltant del seu llegat o naturalesa misteriosa. En moltes novel·les l'heroi és un orfe o germà/na diferent, sovint amb un talent extraordinari per la màgia o el combat. Ell o ella comença la història jove, si no com un nen. En altres obres és un individu completament desenvolupat amb el seu propi caràcter i esperit.
L'heroi sovint comença com una figura tipus infantil, però madura ràpidament, experimentant un augment enorme d'habilitats de lluita o habilitats per solucionar problemes durant el camí. La trama de la història sovint descriu la lluita de l'heroi contra les forces de mal com la Bildungsroman.
En molts llibres hi ha un savi, místic mestre/mentor. Aquest personatge és sovint un bruixot o guerrer formidable, qui proporciona al personatge principal consell i ajuda.
En alguns llibres, hi ha també un Senyor Fosc misteriós, sovint obsessionat en controlar el món i matar l'heroi principal. Aquest personatge és un bruixot malvat, o de vegades una classe de déu o dimoni. Aquest personatge comanda un exèrcit enorme i un grup de seguidors altament tamuts. En algunes obres el dolent pot haver tingut un/s predecessor/s que pot haver estat superior o inferior a ells.
El progrés de la història porta al personatge a aprèndre la naturalesa de les forces desconegudes en contra d'ell, que constitueixen una força amb gran poder i malvolença.

### El Bé contra el Mal
El Bé contra el Mal és un concepte comú en l'alta fantasia, i el caràcter del mal és sovint un concepte important en una obra d'alta fantasia, com en El Senyor dels Anells. De fet, la importància dels conceptes del bé i el mal pot ser considerat com la marca distintiva ente l'alta fantasia i espasa i bruixeria. En moltes obres d'alta fantasia, aquest conflicte marca una preocupació profunda amb assumptes morals; en altres obres, el conflicte és una lluita de poder, amb, per exemple, bruixots comportant-se irresponsablement tan si són "bons" com "dolents". En algunes obres, com grans parts de La Roda del Temps de Jordan, la lluita entre el bé i el mal és principalment utilitzada com a rerefons per a més conflictes intricats d'interès, com conflictes entre diferents faccions en el mateix costat del conflicte del bé contra el mal.
Les novel·les recents de fantasia han començat a sortir-se del fons més comú del bé i el mal que esdevingué freqüent després d'El Senyor dels Anells. De manera destacada, l'aclamada sèrie Cançó de gel i foc de George R. R. Martin més o menys abandona el paradigma del bé i el mal a favor d'una lluita més multifacètica i políticament basada entre diferenys famílies governants, la majoria de les quals mostren ambdós tendències, bé i mal, en la persecució de poder, el qual agafa el lloc del catalitzador principal de la història. Tot i que diversos caràcters que tenen una aparença civilitzada i fidedigna duen a terme terribles actes de la crueltat deixant-los com moralment degenerats, les seves intencions no són necessàriament "malvades".

### Saga o sèrie
Des de Tolkien fins a l'actualitat, els autors en aquest gènere tendeixen a crear els seus propis mons on estableixen narratives de diversos nivells com Shannara, The Belgariad/Malloreon, La Roda de Temps, Cançó de Gel i Foc, Malazan Book of the Fallen, El Llegat, The Sword of Truth (en castellà La espada de la verdad), i Memory, Sorrow, and Thorn (en castellà Añoranzas y pesares).
Escenaris de campanya per a jocs de rol com Greyhawk de Gary Gygax, Dragonlance de Tracy Hickman i Margaret Weis i Forgotten Realms de Ed Greenwood són una base comuna per a molts llibres de fantasia i molts altres autors continuen contribuint als escenaris.